# Turó de la Qüestió
|  | Aquest article tracta sobre Turó de la Qüestió de Barcelona. Vegeu-ne altres significats a «Turó de la Qüestió (Montcada i Reixac)». |

El Turó de la Qüestió és una muntanya de 364 metres que es troba al municipi de Barcelona, a la comarca del Barcelonès.